# Ordoswoestijn

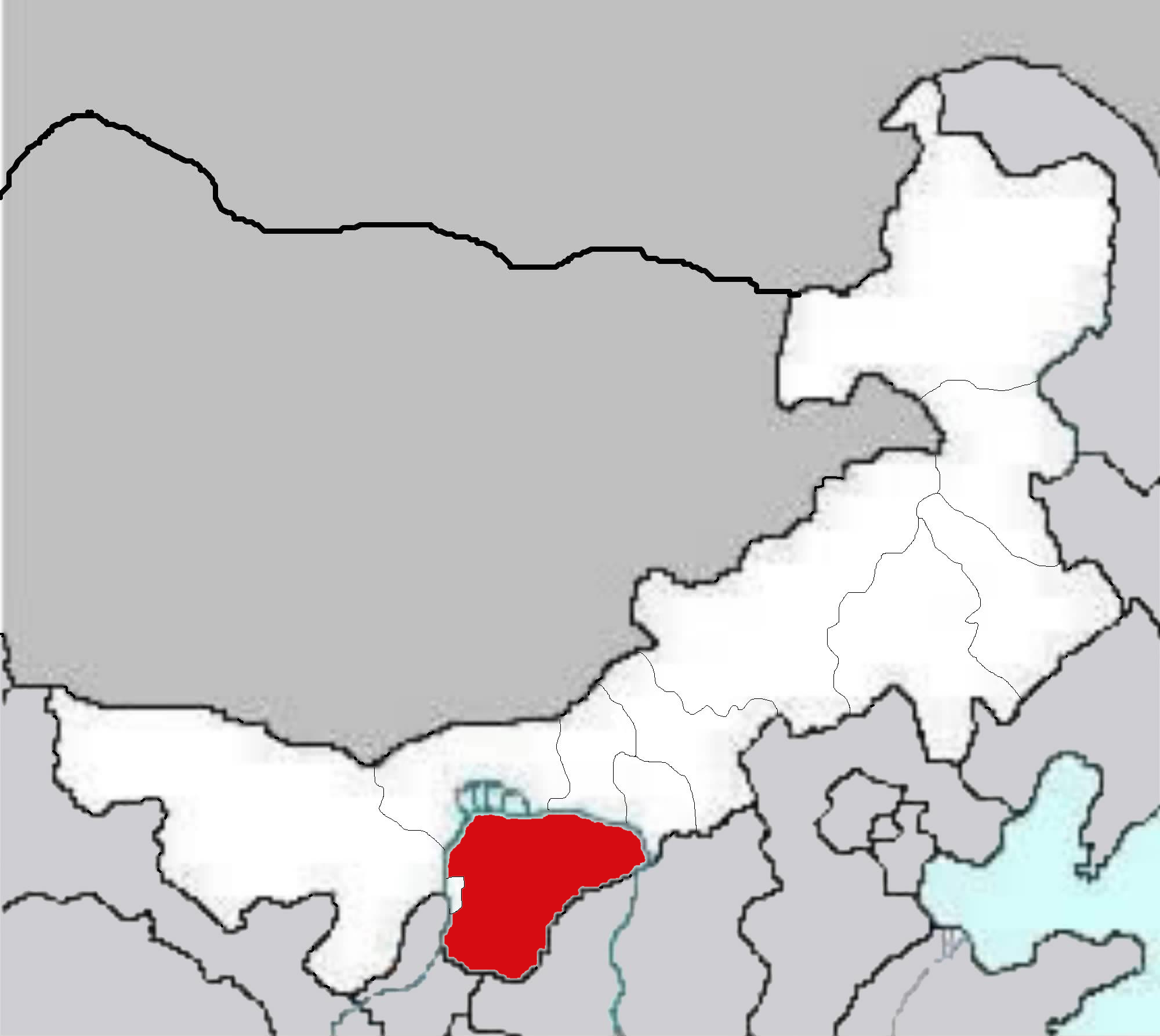
Regio Ordos in Binnen-Mongolië

De Ordoswoestijn (Chinees: 鄂尔多斯沙漠, È'ěrduōsī Shāmò) is een woestijn- en steppegebied in het zuiden van de Binnen-Mongolische regio van de Volksrepubliek China. De woestijn strekt zich uit over een gebied van ongeveer 90.650 km². De grond van de woestijn bestaat uit een mix van klei en zand. Derhalve is het gebied ongeschikt voor landbouw.

## Locatie
De Ordoswoestijn wordt vrijwel geheel omgeven door een zuidelijke bocht van de Gele Rivier in het westen, noorden en oosten. Bergketens scheiden de Ordoswoestijn van de Gobi in het noorden en oosten. De bergen scheiden de Ordoswoestijn van de Gobi in het noorden van de grote bocht van de Gele Rivier.
In het zuidoosten en oosten scheidt de Chinese Muur de Ordoswoestijn van vruchtbaar land.

## Reliëf
Het Ordosplateau is onderdeel van het lössplateau, een vlak plateaulandschap tussen de Qinling Shan en het hooggelegen Tibetaans Plateau in het westen en het laagland van China. In het zuiden stijgt de woestijn naar een hoogte van 1500 meter, en in het westen op sommige plaatsen tot 900 meter. Het noordelijke gedeelte bij de bocht van de Gele Rivier bevat duinen van 12 tot 15 meter hoog. Ook verhogingen van 30 meter komen voor.

## Klimaat
In de woestijn valt jaarlijks minder dan 250 millimeter regen, en veel van de neerslag gaat gepaard met onweer. De regio kent vele zoutmeren en opgedroogde waterstromen. In januari ligt de gemiddelde temperatuur tussen de –13 en –10 °C.

## Fauna en flora
De vegetatie van de Ordoswoestijn bestaat uit licht grasland en bosjes. Op de zandduinen groeien struiken als Hedysarum scoparium en Calligonum arborescens in een verspreid patroon. Grassen die men in de woestijn aan kan treffen zijn Bromus inermis, Agropyron mongolicum, A. cristatum, Festuca arundinacea, Elymus dahuricus, Melilotus albus, M. officinalis, Lotus corniculatus, Pugionium cornutum, Astragalus adsurgens, en Filifolium sibiricum. De riem van zand en klei die de duinen van de gele rivier scheidt is vooral begroeid met Absintalsem.
In de In Shan beginnen bossen op een hoogte van 1600 meter, en wilde bloemen groeien in grote aantallen in de zomer. In ditzelfde gebied komt ook veel dierenleven voor, vooral vogels. Enkele zeldzame vogelsoorten broeden in de zoutmeren van de Ordos.
De huidige stand van grote zoogdieren in het gebied is grotendeels onbekend. In het verleden werd de woestijn bewoond door wilde kamelen, sneeuwpanters, przewalskigazelles, en przewalskipaarden.

## Geschiedenis
Oude namen van de Ordos zijn He-tau en - later - He-nan ("het land ten zuiden van de [gele] rivier", niet te verwarren met de gelijknamige provincie). Eeuwenlang werd het gebied bewoond door nomaden, die vaak in oorlog waren met China. Maar sinds de Dunganopstand in 1869 is het gebied vrijwel onbewoond door mensen.

## Economie
De zouthoudende grond stelt enkele nomadische Mongoolse herders in staat om schapen en geiten te houden in het gebied. Grazende geiten hebben al veel schade toegebracht aan het grasland. De oases in de woestijn zijn wel geschikt voor kleine boerderijen. Het gebied bevat grote hoeveelheden natriumcarbonaat, dat via mijnbouw wordt gewonnen.